# Pentti Nikula

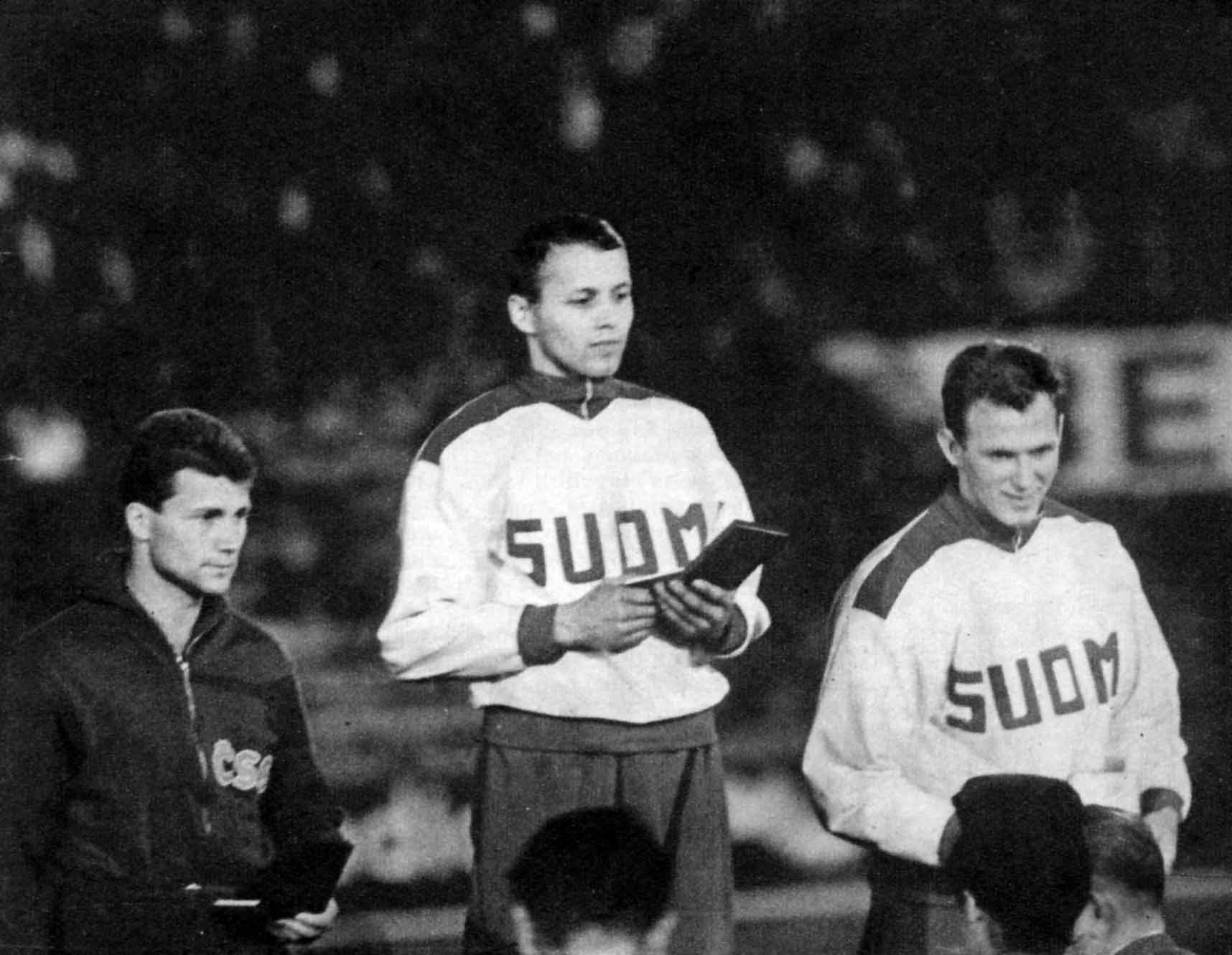
Rudolf Tomášek,Pentti Nikula,Kauko Nyström

Pentti Kustaa Nikula, född 3 februari 1939 i Somero, är en finländsk f.d. stavhoppare. Han blev europamästare i Belgrad 1962 med resultatet 480.
Den 22 juni 1962 satte Nikula världsrekord med noteringen 494 vid tävlingar i Kauhava. Följande år blev han först i världen att hoppa över fem meter då han vid en inomhustävling i Pajulahti den 2 februari hoppade först 500, därefter 505 och 510 cm. Alla tre hoppen var alltså nya inomhusvärldsrekord. Utomhus är hans personliga rekord 500 cm, satt 1963.
Vid de olympiska spelen i Tokyo 1964 slutade Nikula på sjunde plats.
Pentti Nikula representerade föreningen Someron Esa från Somero. I juni år 2012, femtio år efter världsrekordnoteringen, avtäcktes en staty av honom i hemkommunen. Den är utförd av skulptören Sofia Saari. Nikula är (2013) den enda finländska friidrottaren som innehaft världsrekordet i en hoppgren.

## Utmärkelser
- Finlands idrottskulturs förtjänstkors,  1989[1]
- Riddartecknet av Finlands Lejons orden,  1996[1]

[Redigera Wikidata]